# Salornay-sur-Guye
Salornay-sur-Guye – miejscowość i gmina we Francji, w regionie Burgundia-Franche-Comté, w departamencie Saona i Loara.
Według danych na rok 1990 gminę zamieszkiwały 663 osoby, a gęstość zaludnienia wynosiła 60 osób/km² (wśród 2044 gmin Burgundii Salornay-sur-Guye plasuje się na 360. miejscu pod względem liczby ludności, natomiast pod względem powierzchni na miejscu 860.).